# Bourke Shire
Koordinaten: 30° 6′ S, 145° 56′ O

Bourke Shire ist ein lokales Verwaltungsgebiet (LGA) im australischen Bundesstaat New South Wales. Das Gebiet ist 41.599,5 km² groß und hat etwa 2.300 Einwohner.
Bourke liegt an der Nordgrenze zu Queensland am Darling River in der North-Western-Region etwa 780 km nordwestlich der Metropole Sydney. Das Gebiet umfasst 12 Ortsteile und Ortschaften: Barringun, Bourke, North Bourke, Fords Bridge, Gumbalie, Gunderbooka, Hungerford, Louth, Yantabulla und Teile von Byrock, Enngonia und Wanaaring. Der Sitz des Shire Councils befindet sich in der Stadt Bourke in der Osthälfte der LGA, wo etwa 1.700 Einwohner leben.

## Verwaltung
Der Bourke Shire Council hat zehn Mitglieder. Bourke ist nicht in Bezirke untergliedert. Aus dem Kreis der Councillor rekrutiert sich auch der Mayor (Bürgermeister) des Councils.